# Dalejské údolí

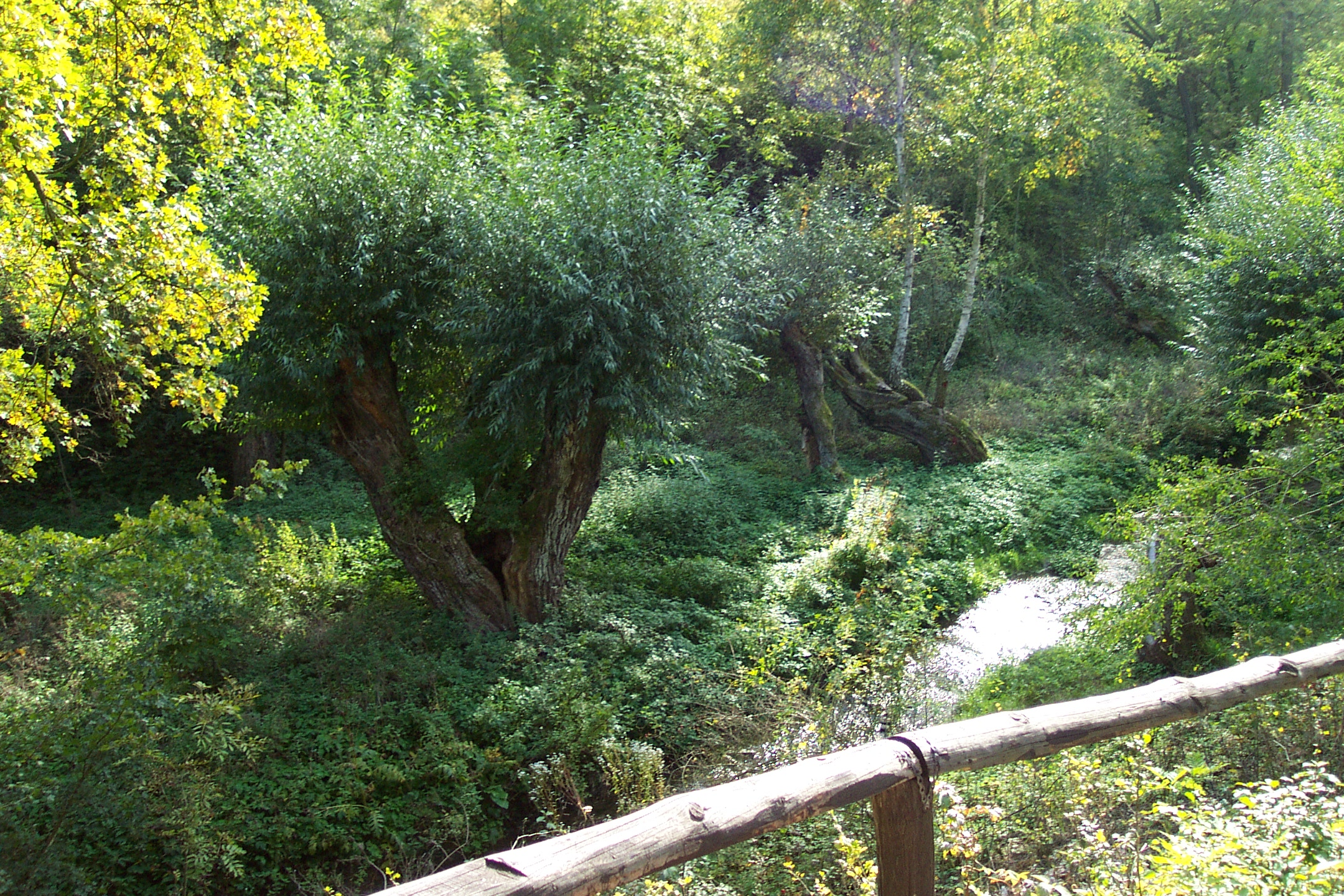
Flóra v bezprostřední blízkosti potoka

Dalejské údolí je údolí Dalejského potoka v Praze od Řeporyj až k soutoku s Prokopským potokem, kde se připojuje k Prokopskému údolí, ač potok se pod soutokem jmenuje Dalejský. Dalejské údolí odděluje Velkou Ohradu od Holyně. Celá oblast je vyhlášena jako přírodní park Prokopské a Dalejské údolí. V oblasti Dalejského údolí se nachází na území Řeporyj na levém břehu národní přírodní památka Dalejský profil a na pravé straně v Zabité rokli v části opuštěného kamenolomu národní přírodní památka Požáry, na území Holyně a Hlubočep pak na pravém břehu národní přírodní památka U Nového mlýna, ostroh na území Jinonic na levém břehu Dalejského a pravém břehu Prokopského potoka je chráněn jako přírodní památka Opatřilka – Červený lom.
Údolím potoka je vedena jednak naučná stezka, jednak železniční Trať 173, na níž se tu nachází zastávka Praha-Holyně. Prochází jím turistická značená cesta  3063 a v Holyni končí  1011. Na rozdíl od Prokopského údolí je Dalejské údolí z části zastavěné. Nachází se tu několik menších chat a stavení.